# Steinbühl (Hahnenkamm)
Der Steinbühl ist eine 632,1 m ü. NHN hohe Erhebung des Hahnenkamms, einem Höhenzug im Mittelgebirge Fränkische Alb. Er liegt im mittelfränkischen Landkreis Weißenburg-Gunzenhausen (Bayern), ist teils bewaldet und gehört zu den höchsten Gipfeln des Hahnenkamms und des Landkreises.

## Geographie

### Lage
Der Steinbühl liegt im Naturpark Altmühltal im Süden des Berolzheimer Waldes. Sein Gipfel liegt 850 m ostsüdöstlich von Rohrach und 1 km nördlich von Fuchsmühle, zwei an der Rohrach (Östliche Rohrach) gelegenen Gemeindeteilen von Heidenheim. Auf der Südostflanke liegt der Markt Berolzheimer Gemeindeteil Großholz. Über die Ostflanke führt die Gemeindegrenze von Heidenheim im Westen, dessen Kernort 5,7 km nordwestlich des Gipfels liegt, und Markt Berolzheim im Osten, dessen Kernort sich 3,2 km nordöstlich befindet.
Etwa 150 westlich des Gipfels liegt ein trigonometrischer Punkt (⊙) auf 621,1 m Höhe. Nach Norden leitet die Landschaft oberhalb der 600-m-Höhenlinie zur Nachbarerhebung Gemeindeberg (ca. 625 m) über.

### Naturräumliche Zuordnung
Der Steinbühl gehört in der naturräumlichen Haupteinheitengruppe Fränkische Alb (Nr. 08), in der Haupteinheit Südliche Frankenalb (082) und in der Untereinheit Altmühlalb (082.2) zum Naturraum Hahnenkammalb (082.20).

## Schutzgebiete
Auf dem Steinbühl liegen Teile des Landschaftsschutzgebiets Schutzzone im Naturpark Altmühltal (CDDA-Nr. 396115; 1995 ausgewiesen; 1632,9606 km² groß) und des Fauna-Flora-Habitat-Gebiets Trauf der südlichen Frankenalb (FFH-Nr. 6833-371; 43,2442 km²). Ein nahe gelegenes Naturschutzgebiet ist Buchleite bei Markt Berolzheim (CDDA-Nr. 162621; 1981; 31,13 ha) im Ostnordosten.